# Топола (област Добрич)
Вижте пояснителната страница за други значения на Топола.
Топола е село в Североизточна България. То се намира в община Каварна, област Добрич.

## География
Топола е село в Североизточна България, част от община Каварна, област Добрич. Намира се на 54 км. северно от град Варна, на 6 км южно от гр. Каварна, на 10 км северно от гр. Балчик и на по-малко от километър от морския бряг.
Населението наброява около 170 човека. Климатът е морски и се характеризира с хладно лято, топла есен, мека зима с оскъдни снеговалежи и слънчева пролет. Релефът е равнинен. Самото село е разположено на склона на височините, издигащи се над морето, от където се открива невероятна морска панорама. Асфалтиран път води до няколко къмпинга и хотелски комплекса, разположени непосредствено до плажа.
Селото е богато на минерални води и хума.

## История
Важна археологическа находка от района на селото е бронзовото посребрено огледало, открито заедно с подобни обеци в гроб
378 в некропола край Топола. В местността „Каваклъка“ са открити останки от раннохристиянска църква, използвана от края на IV до началото на VI век.
През 1977 г. Л. Бобчева обследва археологическите останки от жилищни и стопански сгради с четири двукамерни пещи за изпичане на керамика от ранносредновековното селище при селото, като ги датира към края на VII – първа половина на VIII в. Пещите са специфични – камерата за изпичане на съдовете е равна по диаметър на огнището. През 1985 Д. Ил. Димитров типизира пещите в категория тип „Топола-Хотница“..
Хората от селото са участвали в заснемането на филма „Хан Аспарух“.

## Население
Преброяване на населението през 2011 г.
Численост и дял на етническите групи според преброяването на населението през 2011 г.:
|                     | Численост | Дял (в %) |
| Общо                | 138       | 100,00    |
| Българи             | 25        | 18,11     |
| Турци               | 4         | 2,89      |
| Цигани              | 13        | 9,42      |
| Други               | 0         | 0,00      |
| Не се самоопределят | 0         | 0,00      |
| Неотговорили        | 48        | 34,78     |

## Религии
Постоянното население на селото е предимно татарско и турско, като има няколко български семейства и българи-гагаузи. Така вероизповеданията са мюсюлманско-сунитско и православно християнство.

## Други
Западно от селото се намира вилната зона на Топола с много вили за почивка и плаж. В непосредствена близост са разположени три големи голф комплекса: БлекСийРама (BlackSeaRama), Тракийски скали (Thracian Cliffs) и Лайтхаус (Lighthouse).

## Галерия
- Лодка с името на селото, август 2025 г.
- Сградата на кметството, август 2025 г.
- Селска чешма, август 2025 г.
- Джамията, август 2025 г.
- Плажът край село Топола